# Deník Dory Grayové
Deník Dory Grayové je kniha pro děti a mládež ve věku od 13 let. Autorkou této knihy je Naďa Reviláková a ilustrace nakreslila Tereza Janáková. Kniha byla vydána nakladatelstvím Albatros v roce 2020. Kniha vypráví o třináctileté dívce Haně, která po přestěhování na venkov nalezne tajný deník židovské dívky jménem Dora, která žila během druhé světové války.

## Děj
Třináctiletá Hana Holubová se od rodičů dozvěděla, že se budou stěhovat. Z jejich bytu v Praze na Barrandově se jí nechtělo. Dům, který rodiče koupili ve vesnici zvané Křečkovice, se už od pohledu rozpadá a bylo jasné, že na něm bude spousta práce.
Ze začátku se ji s rodiči do domu jezdit nechtělo, ale poté co ve škvíře mezi prkny na půdě objevila starý deník z dob 2. světové války a plyšového medvěda, se do domu začala s radostí vracet.
Deník skrýval spoustu záhad, které Hanka postupem času odhalovala a s tím přicházela i na spoustu dalších tajemství, která se v deníku skrývala. S pomocí deníku se rozhodla Doru, která deník psala, najít a vypátrat i Tyldu a další Dořiny přátele o kterých byla v deníku zmínka. S pomocí kronikáře v Křečkovicích, bývalé majitelky domu který koupili, jejího vlastního rozumu a také rad od jejího otce, se jí nakonec podařilo vypátrat manžela i syna Dory a nakonec i Tyldu.
Poté co se setkala se synem Dory a dozvěděla se, že Dora už není naživu, byla zklamaná z toho, že se nemůže s pisatelkou deníku setkat. Avšak díky právě synovi se dozvěděla spoustu nových informací o tom, jak to bylo během války, jak to bylo po válce a také to, že po válce ztratila paměť a proto se pro deník do Křečkovic nevrátila. 
Tylda, kterou nakonec Hana vypátrala, se ve skutečnosti jmenovala Matylda a Tylda byla jen zkratka. Jak později Hana zjistila, Matylda bydlela vedle domu, který její rodiče koupili. Rozhodla se proto se za ní zastavit a vyptat se jí na všechno ohledně války, Dory a i toho, jak se po válce vrátila do Křečkovic a znovu se setkala s Dorou.
Hance se nakonec podařilo získat deník, který si Dora psala po válce a o kterém Hanka neměla vůbec tušení.

## Přijetí díla a interpretace
Na webu ČT24, kde se nachází i video z rozhovoru s Naďou Revilákovou, zde autor článku uvádí, že kniha má čtenářům přiblížit období holocaustu a 2. světové války. Jak i sama autorka uvedla v rozhovoru, kniha byla psaná i právě kvůli tomu, aby se čtenáři dozvěděli více o této problematice. Kniha vyhrála soutěž od nakladatelství Albatros na téma Odvaha.
V rozhovoru pro časopis Duha autorka uvedla, že s knihami s tematikou holocaustu se v současné době „roztrhl pytel“, ale že se rozhodla toto náročné téma dětským čtenářům zprostředkovat pomocí současného příběhu a pomocí humoru. Tímto způsobem však nechtěla tragický osud Židů nijak znevážit, mělo jít naopak o vyvážení nepředstavitelného utrpení prvkem, který je dětské literatuře vlastní.
Recenze na webu Knihcentrum.cz uvádí, že kniha je napsaná tak, aby se čtenáři dozvěděli dostatek informací o období druhé světové války a zároveň se rodiče nemusí bát, že by se v knize vyskytovalo násilí a hrubé výrazy. Dále zde recenzentka uvádí, že se zde čtenáři setkají i s příklady chování ke starším, jak může vypadat vztah s rodiči a i s Hanky začínající pubertou. 